# 麦罗埃
16°56′N 33°45′E / 16.94°N 33.75°E
麦罗埃（麦罗埃语： / ，Meruwah 或 ，Meruwi，羅馬化：Meróē），是苏丹尼罗河東岸的一个古代城市遺跡，位於喀土穆東北大约200公里处。这个城市是庫施王国在几个世纪里的首都。麥羅埃遺跡當中發現了大量的努比亞金字塔群，分佈在南墓地、北墓地及西墓地三處。庫施王國自公元前280年起開始有國王在此建立金字塔，至公元四世紀間庫施王國被阿克蘇姆的埃扎納滅亡爲止。